# Getaryggen
Getaryggen är ett naturreservat i Laxå kommun i Örebro län.
Området är naturskyddat sedan 1957 och är 2 hektar stort. Reservatet omfattar en del av rullstensåsen Bosjöåsen och består av toppen av åsen med en stig som var att avsnitt av Munkastigen.